# Гирей (племя)
Гире́й (Гэрэ́; баш. гәрә, тат. гәрә, гәрәле, гәрәй) — тюркское племя, участвовавшее в этногенезе нижнебельских башкир, татар и ногайцев.

## Родовой состав
Родовой состав племени гирей в составе башкир:
- Идель (Иль) (родовые подразделения: ак тубэтэй, зайнулла, муйтэн, мутин, муксин, махмут, тояк, хасан)[6].
- Урман (родовые подразделения: алдар, байгилде, балтач, балткы, башкурт, габидулла, даят, казанкешесе, канкилде, кильделяр, кулмамет, култами, кушык гэрэ, тауш, ташбулат, типтяр, туйкеш, тукбирде, хайдар, шадырбай, янбуса)[6].

## Этническая история
Этноним племени происходит от кунгратов и кереитов — влиятельных родов Золотой Орды. Будучи изначально смешанного тюрко-монгольского происхождения, подверглись кипчакизации в Средние века. Будучи частью правящей верхушки Орды, представители рода расселились по обширным территориям от Семиречья до Крыма, контролируемым Золотой Ордой. Название рода также отражено в названии династии правителей Гирей Крымского ханства в XV—XVIII веках.
По мнению башкирских историков, на территории Исторического Башкортостана представители рода появились в XIII веке. Первоначально они, по всей вероятности, занимали земли на юге современного Башкортостана (представители племени по сей день представлены в Ишимбайском районе).
В XV веке они призываются властными представителями Казанского ханства на службу, получают вотчинные права, ярлыки тарханов и земельные наделы вдоль нижней Белой, Ика и Мензели, и образовывают военно-служилый слой ханства вместе с представителями других башкирских родов — табынцами, кыпсаками, тамьянцами и другими. На Белой в районе, который они до сих пор называют ил-гэрэ («родина гэрэйцев»), они потеснили енейцев, значительная часть которых ассимилировалась в составе гэрэйцев. Здесь они назвали себя идель-гэрэ. Соседями гэрэйцев были также другие башкирские племена, такие как уран, буляр, кыргыз, елан. Часть племени гэрэ углубилась в забельские леса и получила название урман-гэрэйцев.

## Историческая территория расселения
Ныне территория расселения племени входит в Илишевский, Калтасинский, Краснокамский, Татышлинский, Янаульский районы Башкортостана и Актанышский район Татарстана.

## Распространение этнонима
Среди башкир этноним «гирей» распространен в следующих формах: гирей, герей, гэрэйле, гэрэй, гэрэ, гарай, гарей, геряс. Как полагают, этноним гирей имеет единое происхождение с этнонимами керей и кереит. 
Этноним керей ~ кирей отражен в крымской ойконимии: ойконимы Керей, Кирей, Кучук-Кирей, Бешаран-Кирей, Курчи-Кирей, Тазанай-Кирей, Толканджи-Кирей, Джан-Гирей, Бешаран-Гери, Кучук-Кирей.
Имеет соответствия в этнонимии башкир (племя кирей ~ гэрэ ~ гэрэй), узбеков (племя кирай ~ керей), казахов (племя кирей, увак(-кирей), род кирей момунского союза родов и поколения кара-кисек племени аргын, ветвь кирей рода кулан племени кипчак, род кара-кирей племени найман Среднего жуза, подразделение кирей рода сиван), туркмен (отделение гирай ветви огурджали племени иомут, подразделение геррай племени нарызымли (нарызали), род геррай племени агар (агир)), киргизов (подразделение герей племени тёлёс (дөөлөс)), монголов (род кирей) и маньчжуров (род кэрэ (кэерэ)).
Гиреи также известны в составе татар. Ныне они проживают в Актанышском районе Татарстана.
Согласно Д. М. Исхакову, носители племенного названия герэ (гирей, кераит, кереит) входили в Ногайскую Орду в качество отдельного улуса, а их остатки сохранились в XVII—XIX вв. довольно близко от места расположения г. Чаллы — в низовьях р. Белой.